# Margrietwiel

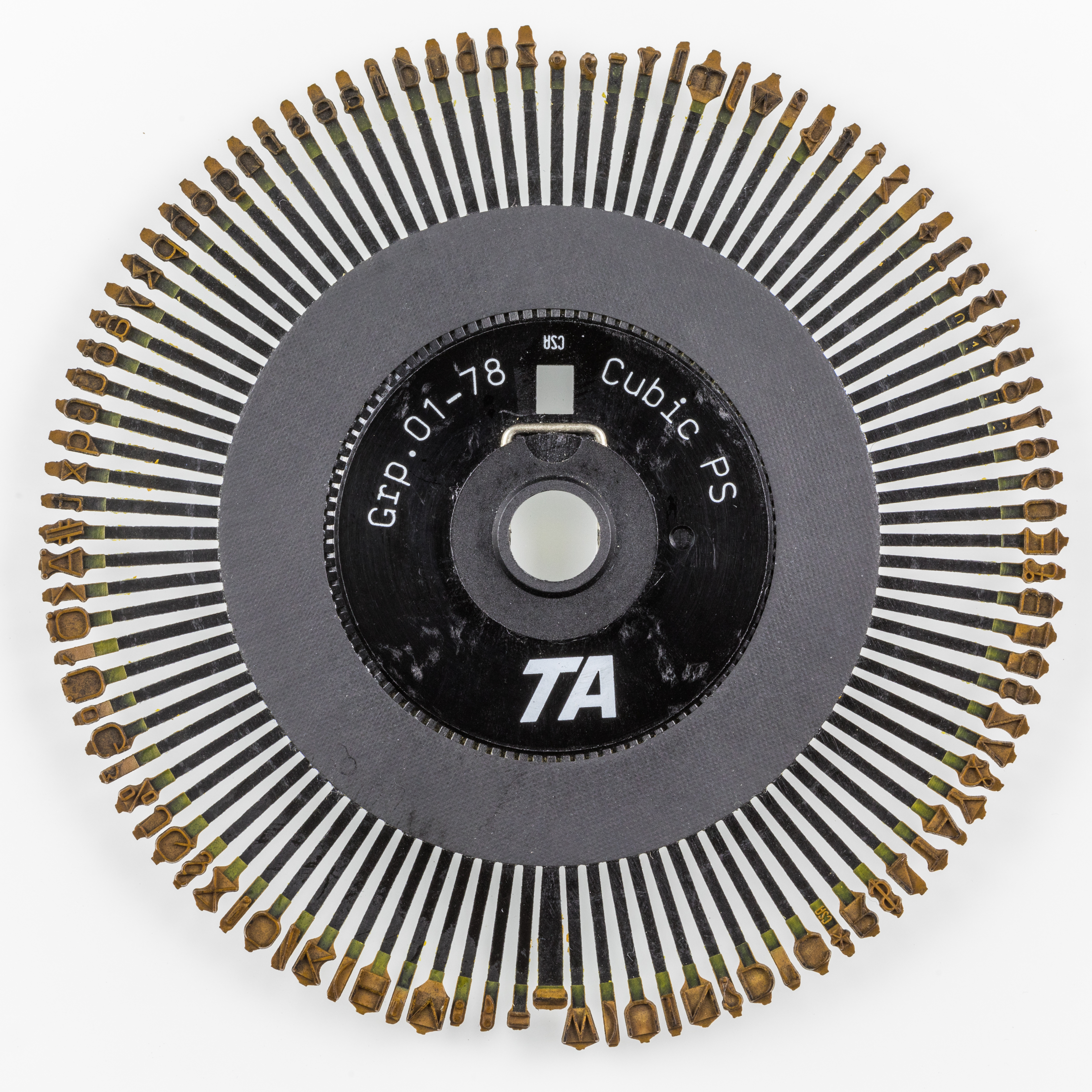
Een letterwieltje voor OCR-B

Een margrietwiel of letterwiel is een schijf waarmee in de jaren 80 een typemachine of een printer gemaakt werd waarmee briefkwaliteit afgedrukt kon worden, beter dan de toenmalige matrixprinters konden realiseren.
Margrietwiel is de nooit populair geworden Nederlandse benaming voor een daisy wheel.  Het margrietwiel is van kunststof of metaal en bestaat uit een centrale as, waaraan meestal 96 spaken zitten. Op de uiteinden van de spaken zitten de letters (onderkast, kapitalen, cijfers en leestekens), behorend tot eenzelfde font, die door een hamertje tegen het inktlint geslagen worden. Bij elke aanslag wordt eerst het wiel zo gedraaid dat de juiste letter bovenaan staat, en daarna slaat een hamertje tegen de letter, die dan via het inktlint een afdruk op het papier achterlaat. 
Het is mogelijk meerdere fonts (lettertypes) te gebruiken door het letterwiel te verwisselen. Deze schijven konden apart bijgekocht worden. 
Het mechaniek geeft problemen: het is langzaam en als de aanslag op het verkeerde moment komt (door minder goede afstelling of slijtage) gaat de letter snel stuk. Bovendien had het letterwiel concurrentie van het reeds eerder bestaande letterbolletje, dat ook de mogelijkheid gaf om verschillende lettertypen te gebruiken, maar door IBM een grotere verspreiding genoot.
Dit alles heeft het gebruik van het letterwiel beperkt tot computerprinters die briefkwaliteit moesten leveren en goedkopere elektrische schrijfmachines. De opkomst van de inktjetprinter en de laserprinter maakten de letterwielprinters spoedig tot museumstuk.